# Codice Borbonicus

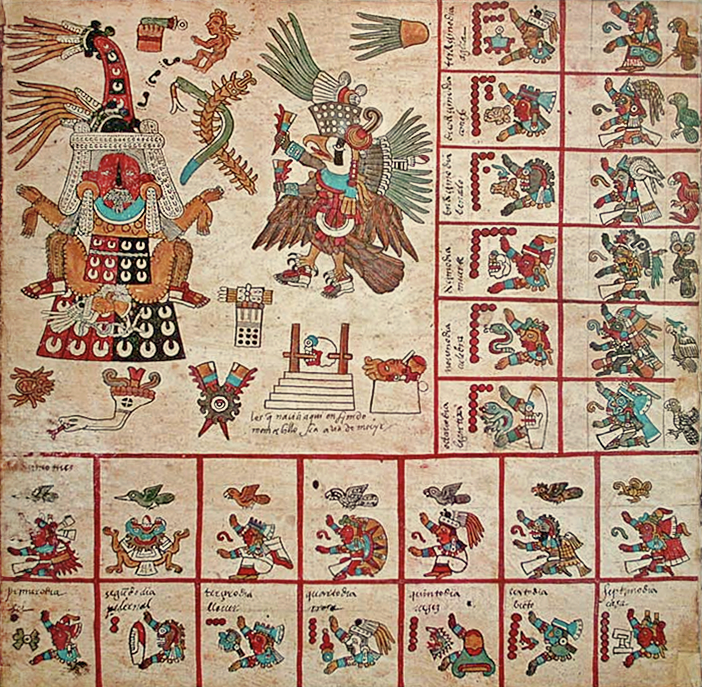
La pagina 13 del Codice Borbonicus, raffigurante la tredicesima trecena calendario rituale azteco. Questa trecena era sotto gli auspici della dea Tlazolteotl, dipinta in alto a sinistra nell'atto di partorire Centeotl indossando una pelle scorticata. I 13 segni dei giorni della trecena sono mostrati nella riga in basso e nella colonna a sinistra.

Il Codice Borbonicus è un codice azteco scritto da alcuni sacerdoti aztechi nel periodo immediatamente precedente o successivo alla conquista spagnola. Il manoscritto prende il suo nome dal Palais Bourbon a Parigi. Nel 2004 Maarten Jansen e Gabina Aurora Pérez Jiménez hanno proposto di rinominarlo con il nome azteco di Codice Cihuacoatl.
Il codice consiste in un unico foglio di amatl, la carta derivata dalla corteccia di fico, lungo 14,17 metri, piegato a fisarmonica a formare le pagine. Queste erano originariamente 40, tuttavia le prime due e le ultime due sono andate perdute. Come tutti i codici precolombiani anche il Borbonicus era interamente pittografico, alcune descrizioni in lingua spagnola sono state aggiunte solo successivamente.
Il codice può essere suddiviso in tre sezioni:
- la prima contiene uno dei più intricati calendari divinatori, o tonalamatl che ci siano pervenuti. In ciascuna pagina è rappresentata uno dei 20 periodi di 13 giorni, o trecena che componevano il calendario rituale azteco di 260, il tonalpohualli. In ogni pagina il disegno della divinità che domina la trecena occupa la maggior parte della superficie, circondato dai simboli dei 13 giorni e da ulteriori 13 glifi di divinità. Con questi ultimi 26 simboli i sacerdoti aztechi creavano oroscopi e predicevano il futuro. Le prime 18 pagine del codice (cioè quello che ci rimane delle originali 20) sono considerevolmente più logore delle altre, un'indicazione molto chiara del fatto che venivano consultate più spesso.
- la seconda sezione documenta il ciclo temporale di 52 anni comune a molte culture mesoamericane, e presenta una lista ordinata dei primi giorni di ciascuno dei 52 anni del ciclo. Questi giorni venivano messi in relazione con i nove Signori della Notte.
- la terza sezione, incompleta, contiene una descrizione dei rituali e delle cerimonie azteche, in particolare quelle che concludevano il ciclo di 52 anni, momento nel quale il nuovo fuoco si sarebbe acceso.